# Alpha (Minnesota)
Alpha és una població dels Estats Units a l'estat de Minnesota. Segons el cens del 2000 tenia 126 habitants.

## Demografia
Segons el cens del 2000, Alpha tenia 126 habitants, 52 habitatges, i 34 famílies. La densitat de població era de 270,3 habitants per km².
Dels 52 habitatges en un 28,8% hi vivien nens de menys de 18 anys, en un 59,6% hi vivien parelles casades, en un 3,8% dones solteres, i en un 32,7% no eren unitats familiars. En el 26,9% dels habitatges hi vivien persones soles el 13,5% de les quals corresponia a persones de 65 anys o més que vivien soles. El nombre mitjà de persones vivint en cada habitatge era de 2,42 i el nombre mitjà de persones que vivien en cada família era de 2,91.
Per edats la població es repartia de la següent manera: un 24,6% tenia menys de 18 anys, un 6,3% entre 18 i 24, un 28,6% entre 25 i 44, un 23,8% de 45 a 60 i un 16,7% 65 anys o més.
L'edat mediana era de 38 anys. Per cada 100 dones de 18 o més anys hi havia 102,1 homes.
La renda mediana per habitatge era de 41.750 $ i la renda mediana per família de 46.250 $. Els homes tenien una renda mediana de 26.563 $ mentre que les dones 17.000 $. La renda per capita de la població era de 18.769 $. Cap de les famílies i el 2,4% de la població estaven per davall del llindar de pobresa.

## Poblacions més properes
El següent diagrama mostra les poblacions més properes.